# Пшипуста
Пшипуста (пол. Przypusta) — село в Польщі, у гміні Бруйці Лодзький-Східного повіту Лодзинського воєводства.
Населення — 202 особи (2011).

## Демографія
Демографічна структура станом на 31 березня 2011 року:
|          | Загалом | Допрацездатний вік | Працездатний вік | Постпрацездатний вік |
| -------- | ------- | ------------------ | ---------------- | -------------------- |
| Чоловіки | 96      | 22                 | 66               | 8                    |
| Жінки    | 106     | 21                 | 61               | 24                   |
| Разом    | 202     | 43                 | 127              | 32                   |